# Hunding (Niederbayern)

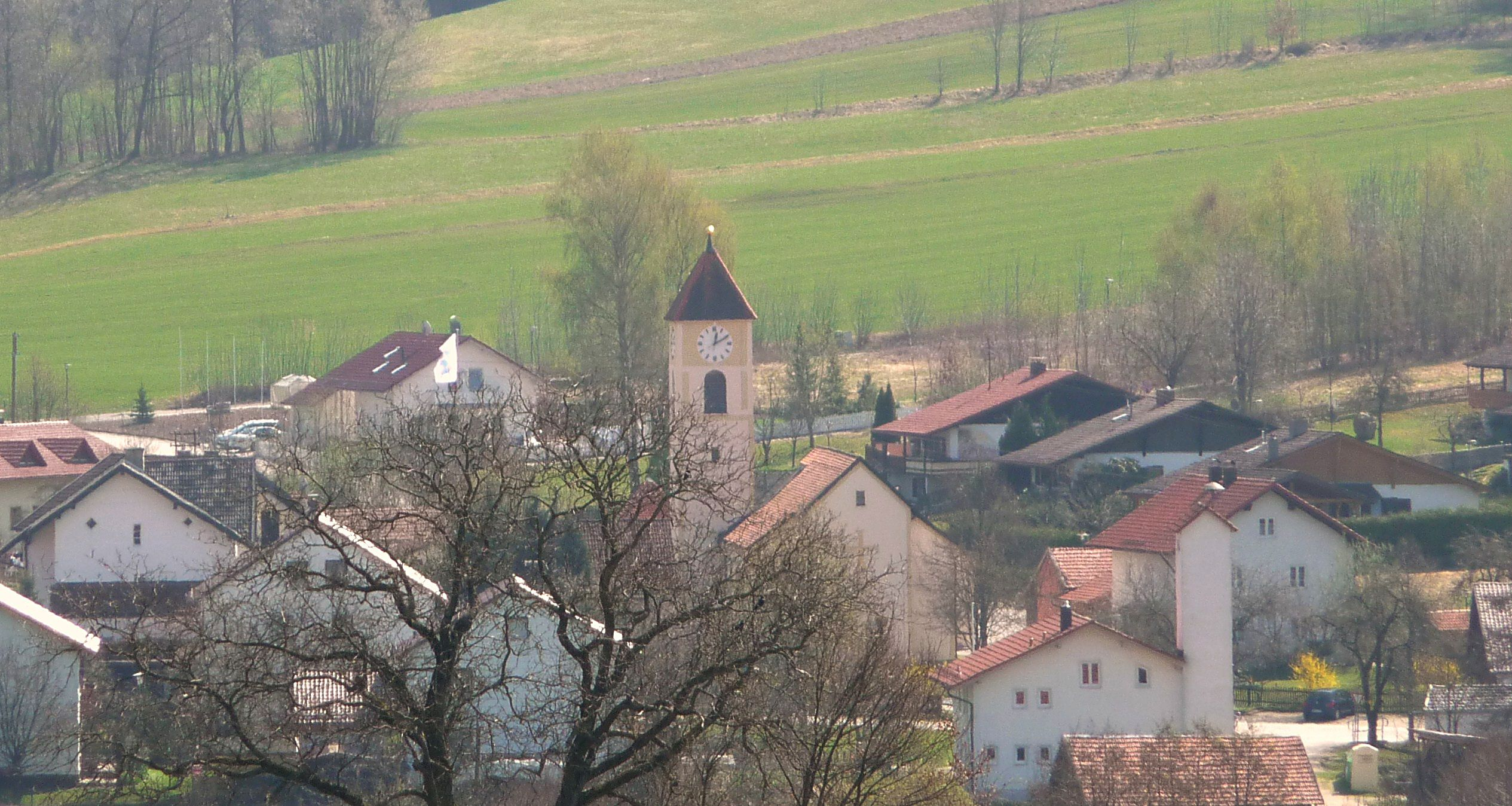
Blick auf Hunding

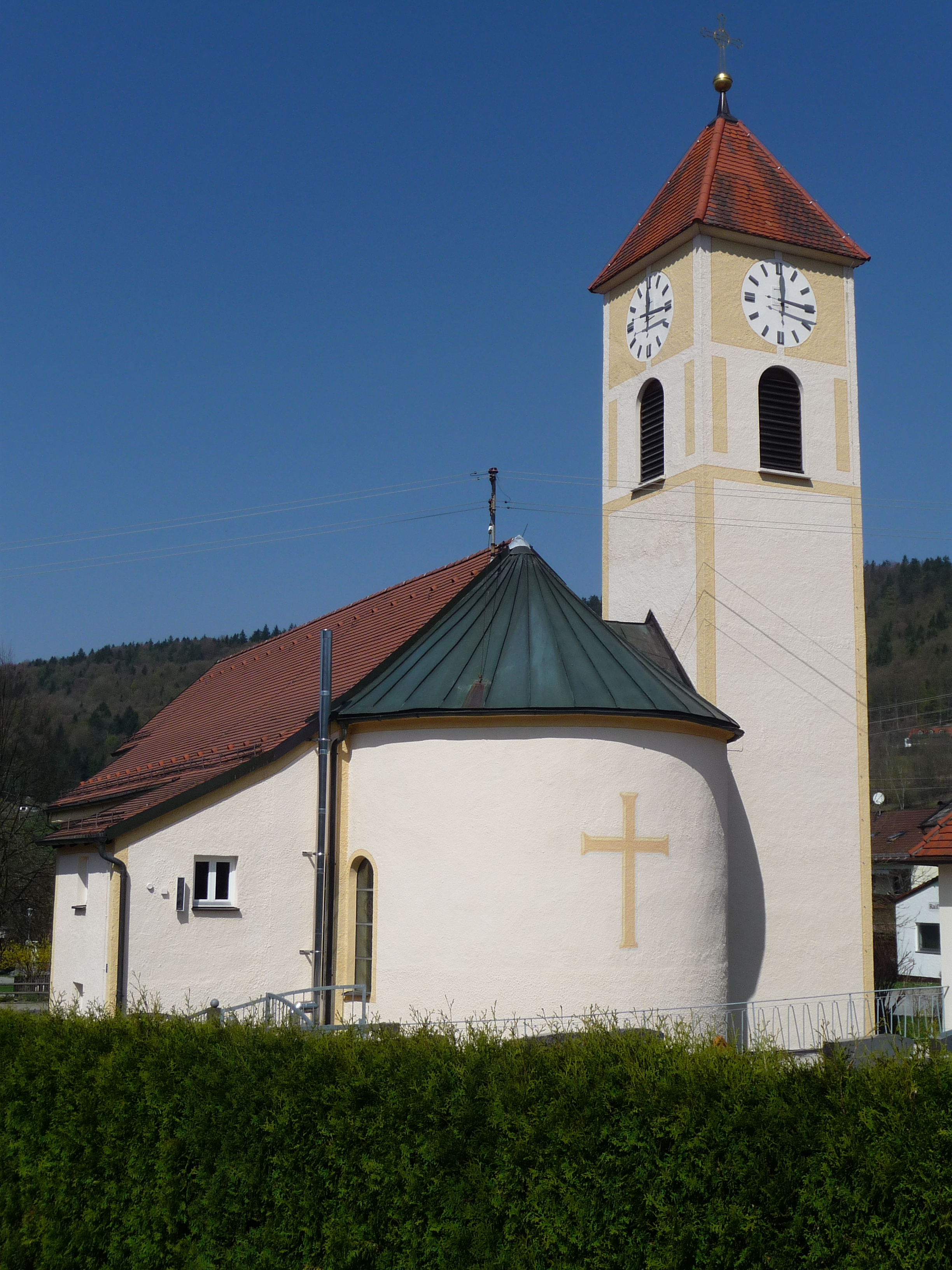
Die Kirche Hl. Herz Jesu

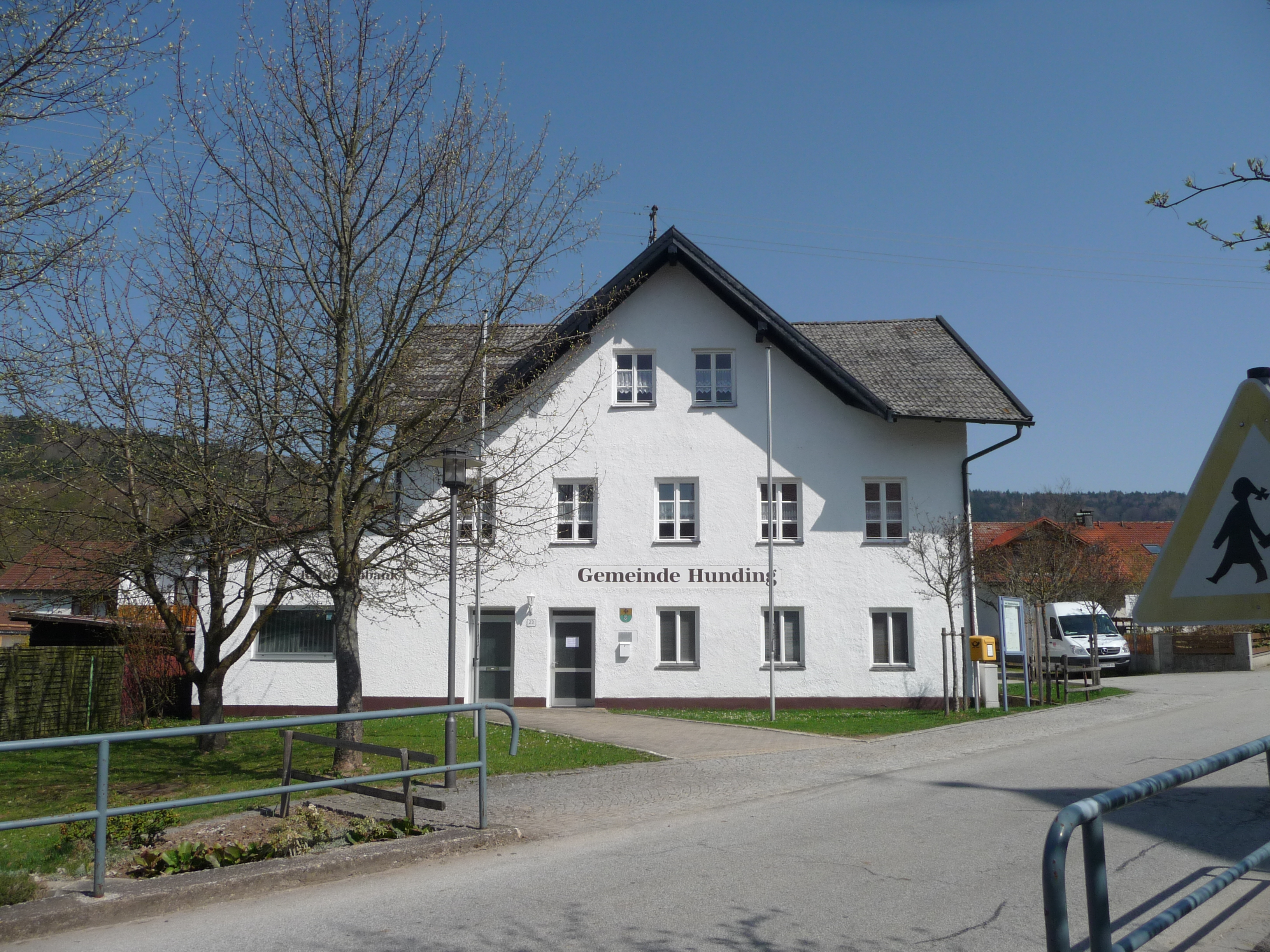
Das Rathaus von Hunding

Hunding ist eine Gemeinde im niederbayerischen Landkreis Deggendorf und staatlich anerkannter Erholungsort.

## Geografie

### Lage
Hunding liegt in der Region Donau-Wald im südwestlichen Bayerischen Wald, genauer im Lallinger Winkel.  Durch seine geschützte Lage im Lallinger Tal ist Hunding von drei Seiten durch die Gebirgszüge des Bayerwalds abgeschirmt und nach Süden zur Donauebene hin geöffnet.

### Gemeindegliederung
Es gibt neun Gemeindeteile (in Klammern ist der Siedlungstyp angegeben):
- Birkenöd (Weiler)
- Gneisting (Weiler)
- Hunding (Pfarrdorf)
- Kieflitz (Dorf)
- Padling (Dorf)
- Panholling (Dorf)
- Rohrstetten (Dorf)
- Sondorf (Dorf)
- Zueding (Dorf)

Die Gemeinde besteht nur aus der Gemarkung Hunding.

## Geschichte

### Bis zur Gemeindegründung
Die erste Ortsgründung war der Gemeindeteil Rohrstetten, welcher am Anfang des 11. Jahrhunderts angelegten „Gunthersteig“, einem Handelsweg von Niederalteich nach Rinchnach lag. Jedenfalls ist Rohrstetten die erste urkundlich nachweisbare Ortschaft in der Gemeinde. Sie wird in einem von Papst Eugen III. am 30. März 1148 für das Kloster Niederaltaich ausgestellten Schutzbrief erwähnt. Die erstmalige urkundliche Erwähnung der Ortschaft Hunding erfolgte im Jahr 1251.
Im Jahr 1304 schenkten die Herzöge Otto und Stephan von Bayern die Ortschaft Huntorn mit acht Gütern dem Kloster Niederaltaich. Hunding gehörte zum Rentamt Straubing und zum Landgericht Hengersberg des Kurfürstentums Bayern. Größter Grundherr war bis zur Säkularisation 1803 das Kloster Niederaltaich. Im Zuge der Verwaltungsreformen in Bayern entstand mit dem Gemeindeedikt von 1818 die heutige Gemeinde. Im 18. bis zum beginnenden 19. Jahrhundert wurde mit Unterbrechungen ein Bleibergwerk bei Hunding betrieben.

### Tradition des Obstanbaus
Durch das im Lallinger Winkel vorherrschende milde Klima entwickelte sich Hunding bereits ab dem 8. Jahrhundert zu einem Zentrum der Obstbaumzucht. Bis heute wird hier individuell von kleinen Obstbauern eine Vielzahl seltener historischer Apfel- und Birnensorten unbehandelt auf Streuobstwiesen kultiviert, aber auch zu Saft und Most verarbeitet. Der Verkauf geschieht meist über Direktvermarktung oder auf dem Hundinger Apfelmarkt. Das mittlerweile überregional bekannte Ereignis findet jährlich am ersten Sonntag im Oktober unter Anwesenheit von Politprominenz statt.

### Einwohnerentwicklung
Im Zeitraum 1988 bis 2018 wuchs die Gemeinde von 1101 auf 1171 um 70 Einwohner bzw. um 6,4 %.
| Jahr      | 1970 | 1987 | 1991 | 1995 | 2000 | 2005 | 2010 | 2015 | 2020 |
| Einwohner | 935  | 1117 | 1141 | 1165 | 1198 | 1243 | 1183 | 1176 | 1145 |

## Kirche
Die im Jahr 1922 gebildete Filialkirchengemeinde in Hunding wurde 1940 zur selbstständigen Expositur der Pfarrei Lalling erhoben. Seit 1978 bildet sie einen Pfarrverband mit Lalling. Die Kirche Hl. Herz Jesu wurde 1913 erbaut und 1958 erweitert.

## Politik
Die Gemeinde ist Mitglied der Verwaltungsgemeinschaft Lalling.

### Bürgermeister
Erster Bürgermeister ist Thomas Straßer (Freie Wähler). Bei den Kommunalwahlen am 15. März 2020 wurde er im ersten Wahlgang ohne Gegenkandidat mit 82,47 Prozent gewählt.
Sein Vorgänger war Ferdinand Brandl (CSU/Überparteiliche Wählergem.), der das Amt 30 Jahre lang vom 1. Mai 1990 bis 30. April 2020 führte.

### Gemeinderat
Die Kommunalwahlen von 2020 und frühere ergaben folgende Sitzverteilungen:
|      | CSU | FWG | PWG | Gesamt |
| 2020 | 6   | 6   | –   | 12     |
| 2014 | 5   | 5   | 2   | 12     |
| 2008 | 5   | 4   | 3   | 12     |

### Wappen
| Wappen von Hunding | Blasonierung: „Über erhöhtem grünen Dreiberg, belegt mit einem silbernen Schildchen, darin schräg gekreuzt ein schwarzer Schlägel und ein schwarzer Bergmannshammer, in Gold ein schwebendes Tannenkreuz.“ |
| Wappen von Hunding | Wappenbegründung: Der grüne Dreiberg ist aus dem Wappen der Benediktinerabtei Niederalteich übernommen und unterstreicht die große Bedeutung des Klosters als Inhaberin der Grundherrschaft im Gemeindegebiet seit dem Mittelalter. Die Bergbausymbole Schlägel und Hammer erinnern an den historisch bedeutsamen Bergbau in der Gemeinde Hunding. Der Pfleger von Hengersberg erhielt 1562 die herzogliche Genehmigung, zu Hundtern im Mitterfeld nach Silber und Blei zu suchen; der Bergbau auch nach Gold wurde bis in das 19. Jahrhundert betrieben. Das Tannenkreuz über dem Dreiberg steht sowohl für die Lage der Gemeinde im Bayerischen Wald als auch für die kirchliche Grundherrschaft von Niederalteich. Dieses Wappen wird seit 1981 geführt. |

## Regelmäßige Veranstaltungen
- Alle zwei Jahre findet das „Goldgräberfest“ statt

## Wirtschaft und Infrastruktur
Es gab im Jahr 2022 nach der amtlichen Statistik insgesamt 107 sozialversicherungspflichtig Beschäftigte am Arbeitsort. Sozialversicherungspflichtig Beschäftigte am Wohnort gab es insgesamt 484. Im verarbeitenden Gewerbe gab es keine, im Bauhauptgewerbe drei Betriebe. Zudem bestanden im Jahr 2020 22 landwirtschaftliche Betriebe mit einer landwirtschaftlich genutzten Fläche von 370 ha, davon waren 59 ha Ackerfläche.

## Persönlichkeiten
- Joseph Schaffner (1887–1966), Schlosser und Politiker (SPD), Mitglied des Reichstags
- Ludwig Fröhler (1920–1995), Rechtswissenschaftler und Gründungsrektor der Universität Linz